# Мес (футбольный клуб, Рефсенджан)
«Мес» — иранский футбольный клуб из города Рефсенджана. Он был основан в 1997 году.
К главным успехам клуба относятся результаты в Кубке Ирана сезона 2008/2009, где он сумел преодолеть таких грозных, по иранским меркам, соперников, как Малаван, Эстеглаль и Мес Керман, но уступив в 1/4 финала Саба Кому.

## История выступлений
| Сезон   | Дивизион      | Место | Кубок     |
| ------- | ------------- | ----- | --------- |
| 2010/11 | Лига Азадеган | 9-е   | 2-й раунд |
| 2011/12 | Лига Азадеган | 12-е  | 1/16      |
| 2012/13 | Лига Азадеган | 11-е  | 1/8       |